# NGC 1283
NGC 1283 (другие обозначения — UGC 2676, MCG 7-7-69, ZWG 540.110, PGC 12478) — эллиптическая галактика (E1) в созвездии Персей. Галактика открыта французским астрономом Гийомом Бигурданом 23 октября 1884. Описание Дрейера: «очень тусклый, маленький объект, немного более яркий в середине». NGC 1282 входит в Скопление Персея и обладает активным ядром.
Этот объект входит в число перечисленных в оригинальной редакции «Нового общего каталога».